# العلاج بمساعدة الحيوانات

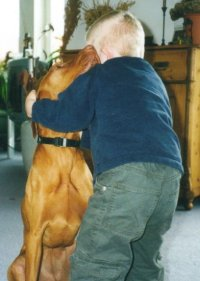
الكلاب الأكثر شيوعا في العلاج بمساعدة الحيوانات.

العلاج بمساعدة الحيوانات أو علاج الدواجن هو علاج بديل أو تكميلي والذي يستخدم الحيوانات كجزء من العلاج. ويندرج  هذا العلاج ضمن مجال الإجراءات بمساعدة الحيوانات. العلاج بمساعدة الحيوانات عبارة عن مصطلح عام يشمل أي تدخل أو علاج يتضمن الحيوانات في الإطار العلاجي، مثل: الحيوانات الداعمة للعاطفة، والحيوانات الخدمية والمساعدة (أي الحيوانات المدربة والتي تساعد وتدعم الأنشطة المرتبطة بالحياة اليومية) والحيوانات المساعدة للأنشطة. ويحتوي العلاج بمساعدة الحيوانات على أقسام فرعية تعتمد على نوع الحيوان، والسكان المستهدفين، وكيفية درج الحيوان في الخطة العلاجية. والأنواع الأكثر استخداما في العلاج بمساعدة الحيوانات هي العلاج بمساعدة الكلاب والعلاج بمساعدة الخيول. والهدف من العلاج بمساعدة الحيوانات هو تحسين الأداء الاجتماعي والعاطفي أو الوظائف الإدراكية للمريض وتنص الوثائق  على أن الحيوانات  مجدية للكفاءة التعليمية والتحفيزية لصالح المشاركين.

## الآثار الفسيولوجية
تستند نظرية ويلسون بيوفيليا (1984) على فرضية والتي تنص على أن ارتباطنا وواهتمامنا بالحيوانات تنشأ من احتمال قوي على أن بقاء الإنسان مرتبط ارتباطا جزئيا على إشارات من الحيوانات في مجال البيئة مما يشير إلى الخطر أو السلامة. 
وتنص نظرية بيوفيليا على أن النظر على الحيوانات عندما يكون في وضعية الراحة والهدوء، تعكس لنا إشارة أمن وسلامة، وتبث لنا الشعور بالصحة والعافية والتي بدورها تؤدي إلى تغيير الحالة النفسية واحتمالية العلاج.
وقد تم توثيق ستة ناقلات عصبية والتي تؤثر على الحالة المزاجية ليتم تحريرها بعد 15 دقيقة أو أكثر بعد التعامل مع الحيوانات. القدرة على انعكاس نشاط الخلايا العصبية وإدراك الامراض من خلال حاسة الشم لدى الكلاب قد تلعب أدوار هامة في مساعدة الكلاب على التواصل مع الإنسان أثناء الإجراءات العلاجية.

## الاستعمالات الطبية
و تستخدم الحيوانات في مجموعة من الأماكن المتنوعة مثل السجون، ودور رعاية المسنين، المؤسسات الأمراض العقلية والمستشفيات والمنازل، وتتمكن الكلاب المساعدة من مساعدة الأشخاص ذوي الإعاقات المختلفة، وهي قادرة على المساعدة في القيام ببعض أنشطة الحياة اليومية ومساعدة الأفراد على التنقل خارج المنزل.
و كما هو الحال مع الأنشطة الأخرى، فإن إمكانية التقييم ما إذا كان برنامج العلاج فعالا فيما يتعلق بنتائجه يكون أسهل عندما تكون الأهداف واضحة ويمكن تحديدها. 
توجد العديد من الأهداف المتنوعة لهذا البرنامج العلاجي وذو صلة بالأطفال والشباب، وبما فيها القدرة على تعزيز العلاقات الإيجابية، ومن الواضح أن الفوائد التي توفرها الحيوانات الأليفة للأشخاص اللذين يعانون من المشاكل الصحية والعقلية. وتتطلب مواصلة البحث للمزيد من الاختبارات الطبيعية وتوسيع هذه العلاقة مع  الحيوان كحيوان أليف وكيفية اختلاف هذا العلاقة  مع الحيوانات الأليفة، وحيوانات الداعمة نفسية، والحيوانات الخدومة، والحيوانات المساعدة للعلاج.

### علاج إعادة التأهيل المعرفي
ويمكن للناجين من الإصابات الدماغية المكتسبة وذو العاهات الإدراكية الاستفادة من العلاج بمساعدة الحيوانات كجزء من خطة علاج إعادة توجيه شامل واستراتيجية شاملة.

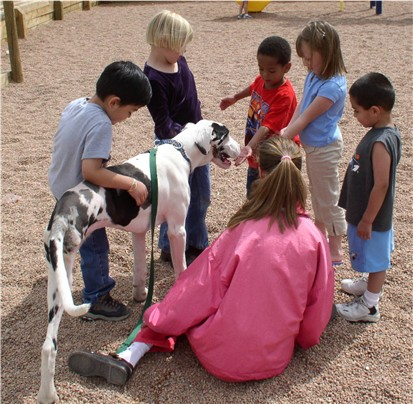
قد تعزز الحيوانات الأليفة اللطافة عند الأطفال.

### رعاية الأطفال
ويعتمد الأخصائيون النفسيون على تقنيات مثل تقنية مراقبة سلوك الأطفال مع الحيوان، ونبرة أصواتهم والاستجابات الغير مباشرة. ويمكن استخدام العلاج بمساعدة الحيوانات للأطفال الذين يعانون من المشاكل الصحة العقلية، ويمكن استخدامها كعلاج مستقل أو مساند جنبا إلى جنب مع الأساليب التقليدية. ويمكن استخدام الحيوانات كوسيلة صرف انتباه في شتى مجالات أو الآلام. وباستطاعة الحيوانات أن تجلب السعادة والمتعة والترفيه  للأطفال. وبإمكان الحيوانات أيضا أن تساعد على تحسين مزاج الأطفال وتعزيز السلوكيات الإيجابية مع المساعدة في الحد من السلبية لدى الطفل. وكانت نتائج بحث العلاج بمساعدة الحيوانات الأكثر شيوعا والتي تم الإبلاغ عنها هي: انخفاض نسبة القلق والألم بين نسبة من الأطفال. وقد أظهرت الدراسة بأن  الكلاب تساهم في زيادة نسبة  الراحة وتقليل من نسبة الألم في الرعاية المخففة لألآم الأطفال. ولم يتم البحث عن أساليب محددة، ولكن أوضحت وسائل مختلفة من عمليات المراجعات الجماعية نتائج مماثلة لزيادة نسبة الراحة لدى الأطفال، و  أظهرت الاستعراضات الجماعية للتقنيات المتنوعة نتائج مماثلة لزيادة نسبة الراحة لدى الآباء والأطفال.  

### السجون
قد تكون برامج المساعدة عن طريق الحيوانات ذو فائدة ونفع في السجون وذلك لتخفيف الضغط  النفسي على السجناء والعمال، أو لتوفير مزايا أخرى، ولابد من إعداد المزيد من الدراسات وذلك لتأكيد فعالية هذه البرامج العلاجية في هذه البيئات.

### دور رعاية المسنين
و تقدم النتائج دليلًا واضحا على مفهوم العلاج بمساعدة الكلاب أنها خاصية مجدية ويمكن أن تثير التجارب الإيجابية في نوعية الحيادة لدى الأشخاص المصابين بمرض الجنون. ويتطلب من الباحثين والممارسين توضيح الأسس النظرية للعمليات البديلة. وقد يعمل نموذج جودة الحياة البيئية للعيش كدليل متمحور حول العملاء والذي يركز حول المهنة والمناهج الإيكولوجية السليمة وذلك للعلاج المهني بمساعدة الحيوانات  والتي تتجاوز الأشخاص الذين يعانون من الخرف.
وحين يتم نقل المسنين إلى دور الرعاية للمسنين أو إلى مرافق التدريب، فغالبا ما يصبحون أشخاص ذو سلبية، وقلق، ومنطويين، وكآبة، وغير نشطين وذلك بسبب عدم رفد زوار بطريقة انتظامية إليهم أو فقدهم لأحبابهم. ويقول مشجعين العلاج بمساعدة الحيوانات أن الحيوانات ذو فائدة عظيمة وذلك لأنها تساهم في تحفيز المرضى على ممارسة النشاط العقلي والجسدي والحفاظ على بقاء عقولهم قوية وأجسامهم بصحة جيدة. وكثيرا ما ينظر إلى المعالجين أو الزائرين الذين يصطحبون الحيوانات أثناء جلساتهم في دور رعاية المسنين على أنهم أقل تهديدا وإنما يساهمون في توطيد العلاقة بين الزائر/ المعالج والمريض.
هناك العديد من التقنيات المستخدمة في العلاج بمساعدة الحيوانات، تتوقف استخدام هذه التقنيات على احتياجات المريض وحالته الصحية. ويوفر العلاج بمساعدة الحيوانات  لمرضى الخرف لفئة المسنين فرصا للاتصال الجسدي الوثيق بالحيوانات والذي يعود بالنفع للأشخاص اللذين فقدوا احبابهم واللذين لا يستقبلون زورا بشكل كبير.

## الأنواع
يوجد العديد من الأنواع الحيوانية المستخدمة في العلاج بمساعدة الحيوانات. ويتم تقييم الحيوانات الفردية وفقا لمعايير صارمة وذلك لتأهيلها لتكون مهيأة لاستخدامها في العلاج بمساعدة الحيوانات. وأكثر أشكال الحيوانات المستخدمة في العلاج هي الكلاب والخيول. وقد نصت بعض الابحاث عن استخدام الدلافين في العلاج

### العلاج بمساعدة الكلاب
و في العلاج بمساعدة الكلاب، تتفاعل الكلاب المستخدمة في العلاج مع العملاء في المبادرات بمساعدة الحيوانات، وذلك للمساهم في تعزيز الأنشطة العلاجية والرفاه بما في ذلك الأداء البدني والمعرفي والسلوكي والاجتماعي والعاطفي للعملاء. تبدي الكلاب جيدة التدريب المستخدمة في العلاج السلوك الذي يفسره العميل البشري على أنه ودود ومنشرح الصدر. وتقوم الكلاب بمواساة العميل وذلك عن طريق الاتصال الجسدي، ويتطلب العلاج باستخدام الكلاب امتلاك مزاج هادئ لاستيعاب الاتصال مع العملاء الجدد أثناء خدمتها كمصدر للراحة.

## روابط خارجية
- مساعدة قوانين الدولة الحيوانية - جامعة ولاية ميشيغان
- الإعاقات والحالات الطبية - إدارة أمن النقل (TSA)
- سكلوت، ريبيكا (31 ديسمبر 2008) "وسائل الراحة المخلوقة" ، نيويورك تايمز